# Конрад Виц
Конрад Виц (вероватно Ротвајл, 1400 — Базел, 1446) је немачки ренесансни сликар.
Иако је био родом из Швапске области највећи број својих дела урадио је за Базел. Конрад Виц је био сликар склон реалистичком приказивању. Често се служио перспективом. Такође моделише форму јаким сенкама. Заслужан је за развој немачке ренесансе. Једно од његових најпознатијих дела је „Свети Бартоломеј“.

## Биографија
О њему имамо врло мало познатих података. Први пут је 1897. године откривена сигнатура од Конрада Вица од стране научника јавное уметничке збирке у Базелу Даниела Букхарт- Вертемана и ту је на оквиру стајало: ово дело је насликао мајстор Конрад Виц из Базела 1444. године.
Познати су нам само радови из његових последњих дванаест година живота. Зна се да је у Базелу купио кућу да би се бавио пољопривредом 1443. године а последњи датум за живота је да слике чудесни лов риба 1444. године а 1447. године се његова супруга помиње као удовица.